# 오미드 노루지
오미드 노루지(페르시아어: امید نوروزی,‎ 1986년 2월 18일~)는 이란의 레슬링 선수이다. 2012년 하계 올림픽 그레코로만형 페더급에서 금메달을 획득했다.